# Marita Kramer
Sara Marita Kramer (Apeldoorn, Países Bajos, 25 de octubre de 2001) es una deportista austríaca que compite en salto en esquí.
Ganó dos medallas en el Campeonato Mundial de Esquí Nórdico de 2021, oro en el trampolín normal por equipo y bronce en el trampolín normal por equipo mixto.
En los Juegos Europeos de Cracovia 2023 consiguió dos medallas, oro en trampolín normal por equipo mixto y bronce en trampolín normal individual.

## Palmarés internacional
| Campeonato Mundial | Campeonato Mundial    | Campeonato Mundial | Campeonato Mundial       |
| Año                | Lugar                 | Medalla            | Prueba                   |
| ------------------ | --------------------- | ------------------ | ------------------------ |
| 2021               | Oberstdorf (Alemania) | Medalla de oro     | TN por equipo            |
| 2021               | Oberstdorf (Alemania) | Medalla de bronce  | TN por equipo mixto      |
| Juegos Europeos    |                       |                    |                          |
| Año                | Lugar                 | Medalla            | Prueba                   |
| 2023               | Zakopane (Polonia)    | Medalla de oro     | TN por equipo mixto (EV) |
| 2023               | Zakopane (Polonia)    | Medalla de bronce  | TN individual (EV)       |